# Vysoké Veselí
Vysoké Veselí är en stad i Tjeckien.   Den ligger i regionen Hradec Králové, i den centrala delen av landet, 80 km öster om huvudstaden Prag. Vysoké Veselí ligger 257 meter över havet och antalet invånare är 856.
Terrängen runt Vysoké Veselí är platt. Runt Vysoké Veselí är det ganska tätbefolkat, med 124 invånare per kvadratkilometer. Närmaste större samhälle är Nový Bydžov, 10,7 km söder om Vysoké Veselí. Trakten runt Vysoké Veselí består till största delen av jordbruksmark.